# Europamästerskapen i kortbanesimning 2023
Europamästerskapen i kortbanesimning 2023 hölls i Otopeni i Rumänien mellan den 5 och 10 december 2023. Det var den 26:e upplagan av europamästerskapen i kortbanesimning.

## Resultat

### Herrar
| Gren            | Guld | Guld                     | Silver | Silver   | Brons | Brons          |
| 50 m frisim     | Benjamin Proud Storbritannien | 20,18 0AR0, 0MR0         | Florent Manaudou FrankrikeSzebasztián Szabó Ungern | 20,74    | Ingen medaljör | Ingen medaljör |
| 100 m frisim    | Maxime Grousset Frankrike | 45,46                    | Alessandro Miressi Italien | 45,51    | David Popovici Rumänien                                                                                              | 46,05          |
| 200 m frisim    | Matthew Richards Storbritannien | 1.41,01                  | James Guy Storbritannien | 1.41,12  | Danas Rapšys Litauen                                                                                                 | 1.41,15        |
| 400 m frisim    | Daniel Wiffen Irland | 3.35,47                  | Danas Rapšys Litauen | 3.37,80  | Lucas Henveaux Belgien                                                                                               | 3.37,91        |
| 800 m frisim    | Daniel Wiffen Irland | 7.20,46 0VR0, 0AR0, 0MR0 | David Aubry Frankrike | 7.30,32  | Mychajlo Romantjuk Ukraina                                                                                           | 7.31,20        |
| 1 500 m frisim  | Daniel Wiffen Irland | 14.09,11                 | David Aubry Frankrike | 14.21,78 | Mychajlo Romantjuk Ukraina                                                                                           | 14.22,18       |
|                 | |                          | |          | |                |
| 50 m ryggsim    | Mewen Tomac Frankrike | 22,84                    | Ole Braunschweig Tyskland | 23,00    | Lorenzo Mora ItalienThierry Bollin Schweiz                                                                           | 23,10          |
| 100 m ryggsim   | Mewen Tomac Frankrike | 49,72                    | Yohann Ndoye-Brouard Frankrike | 49,96    | Lorenzo Mora ItalienAndrei Ungur Rumänien                                                                            | 50,04          |
| 200 m ryggsim   | Lorenzo Mora Italien | 1.48,43                  | Luke Greenbank Storbritannien | 1.48,53  | Mewen Tomac Frankrike                                                                                                | 1.48,55        |
|                 | |                          | |          | |                |
| 50 m bröstsim   | Nicolò Martinenghi Italien | 25,66                    | Simone Cerasuolo Italien | 25,83    | Emre Sakçı Turkiet                                                                                                   | 25,90          |
| 100 m bröstsim  | Arno Kamminga Nederländerna | 56,52                    | Nicolò Martinenghi Italien | 56,57    | Caspar Corbeau Nederländerna                                                                                         | 56,66          |
| 200 m bröstsim  | Caspar Corbeau Nederländerna | 2.02,41                  | Anton McKee Island | 2.02,74  | Arno Kamminga Nederländerna                                                                                          | 2.03,32        |
|                 | |                          | |          | |                |
| 50 m fjärilsim  | Noè Ponti Schweiz | 21,79                    | Szebasztián Szabó Ungern | 21,96    | Maxime Grousset Frankrike                                                                                            | 22,06          |
| 100 m fjärilsim | Noè Ponti Schweiz | 48,47 0AR0, 0MR0         | Maxime Grousset Frankrike | 49,00    | Jacob Peters Storbritannien                                                                                          | 49,98          |
| 200 m fjärilsim | Noè Ponti Schweiz | 1.49,71                  | Alberto Razzetti Italien | 1.50,10  | Richárd Márton Ungern                                                                                                | 1.52,12        |
|                 | |                          | |          | |                |
| 100 m medley    | Bernhard Reitshammer Österrike | 51,39                    | Noè Ponti Schweiz | 51,62    | Andreas Vazaios Grekland                                                                                             | 51,91          |
| 200 m medley    | Duncan Scott Storbritannien | 1.50,98                  | Alberto Razzetti Italien | 1.53,09  | Danas Rapšys Litauen                                                                                                 | 1.53,49        |
| 400 m medley    | Alberto Razzetti Italien | 3.57,01 0MR0             | Duncan Scott Storbritannien | 4.00,17  | Apostolos Papastamos Grekland                                                                                        | 4.05,19        |
|                 | |                          | |          | |                |
| 4×50 m frisim   | Storbritannien Benjamin Proud (20,56) Matthew Richards (20,50) Alexander Cohoon (20,99) Lewis Burras (20,47) Duncan Scott           | 1.22,52                  | Italien Leonardo Deplano (21,05) Lorenzo Zazzeri (20,50) Thomas Ceccon (20,98) Alessandro Miressi (20,61) Giovanni Izzo                                  | 1.23,14  | Grekland Kristian Gkolomeev (21,15) Stergios Marios Bilas (21,02) Apostolos Christou (20,58) Andreas Vazaios (20,52) | 1.23,27        |
| 4×50 m medley   | Italien Lorenzo Mora (22,98) Nicolò Martinenghi (25,32) Thomas Ceccon (22,05) Lorenzo Zazzeri (20,43) Federico Poggio Giovanni Izzo | 1.30,78                  | Storbritannien Oliver Morgan (23,48) Archie Goodburn (26,20) Jacob Peters (22,20) Matthew Richards (20,72) Jonathon Adam Edward Mildred Alexander Cohoon | 1.32,60  | Nederländerna Jesse Puts (24,53) Caspar Corbeau (25,50) Sean Niewold (22,39) Kenzo Simons (20,61) Thom de Boer       | 1.33,03        |

### Damer
| Gren            | Guld | Guld       | Silver | Silver         | Brons | Brons         |
| 50 m frisim     | Michelle Coleman Sverige | 23,52      | Béryl Gastaldello Frankrike | 23,71          | Julie Kepp Jensen Danmark | 23,89         |
| 100 m frisim    | Béryl Gastaldello Frankrike | 51,48      | Anna Hopkin Storbritannien | 51,66          | Freya Anderson Storbritannien | 52,10         |
| 200 m frisim    | Freya Anderson Storbritannien | 1.52,16    | Barbora Seemanová Tjeckien | 1.52,66        | Freya Colbert Storbritannien | 1.54,07       |
| 400 m frisim    | Simona Quadarella Italien | 3.59,50    | Anastasia Kirpitjnikova Frankrike                                                                                               | 3.59,56        | Valentine Dumont Belgien | 4.00,84       |
| 800 m frisim    | Anastasia Kirpitjnikova Frankrike | 8.08,48    | Simona Quadarella Italien | 8.14,83        | Ajna Késely Ungern | 8.18,73       |
| 1 500 m frisim  | Anastasia Kirpitjnikova Frankrike | 15.20,12   | Simona Quadarella Italien | 15.37,05       | Ajna Késely Ungern | 15.51,34      |
|                 | |            | |                | |               |
| 50 m ryggsim    | Kira Toussaint Nederländerna | 25,82      | Louise Hansson Sverige | 26,23          | Analia Pigrée Frankrike | 26,28         |
| 100 m ryggsim   | Kira Toussaint Nederländerna | 55,88      | Medi Harris Storbritannien | 56,81          | Mary-Ambre Moluh Frankrike | 57,10         |
| 200 m ryggsim   | Medi Harris Storbritannien | 2.02,45    | Katie Shanahan Storbritannien                                                                                                   | 2.03,22        | Pauline Mahieu Frankrike | 2.03,90       |
|                 | |            | |                | |               |
| 50 m bröstsim   | Benedetta Pilato Italien | 28,86 0MR0 | Eneli Jefimova Estland | 29,12          | Jasmine Nocentini ItalienImogen Clark Storbritannien                                                                                              | 29,41         |
| 100 m bröstsim  | Eneli Jefimova Estland | 1.03,21    | Benedetta Pilato Italien | 1.03,76        | Tes Schouten Nederländerna | 1.04,04       |
| 200 m bröstsim  | Tes Schouten Nederländerna | 2.16,09    | Thea Blomsterberg Danmark | 2.19,54        | Kristýna Horská Tjeckien | 2.19,63       |
|                 | |            | |                | |               |
| 50 m fjärilsim  | Anna Ntountounaki GreklandTessa Giele Nederländerna                                                                                            | 25,10      | Ingen medaljör | Ingen medaljör | Sara Junevik Sverige | 25,16         |
| 100 m fjärilsim | Louise Hansson Sverige | 55,37      | Angelina Köhler Tyskland | 55,50          | Anna Ntountounaki Grekland | 55,98         |
| 200 m fjärilsim | Angelina Köhler Tyskland | 2.03,30    | Helena Rosendahl Bach Danmark                                                                                                   | 2.03,86        | Lana Pudar Bosnien och Hercegovina | 2.04,55 0ERJ0 |
|                 | |            | |                | |               |
| 100 m medley    | Charlotte Bonnet Frankrike | 57,47      | Béryl Gastaldello Frankrike | 57,67          | Louise Hansson Sverige | 58,33         |
| 200 m medley    | Abbie Wood Storbritannien | 2.05,58    | Charlotte Bonnet Frankrike | 2.06,58        | Lena Kreundl Österrike | 2.06,89       |
| 400 m medley    | Abbie Wood Storbritannien | 4.27,45    | Freya Colbert Storbritannien | 4.29,04        | Ellen Walshe Irland | 4.29,64       |
|                 | |            | |                | |               |
| 4×50 m frisim   | Sverige Sara Junevik (24,31) Michelle Coleman (23,29) Louise Hansson (23,95) Sofia Åstedt (24,05) Klara Thormalm Hanna Bergman                 | 1.35,60    | Italien Silvia Di Pietro (24,39) Costanza Cocconcelli (24,21) Chiara Tarantino (24,20) Sara Curtis (24,12)                      | 1.36,92        | Storbritannien Anna Hopkin (23,97) Freya Anderson (24,23) Lucy Hope (24,49) Medi Harris (24,50)                                                   | 1.37,19       |
| 4×50 m medley   | Sverige Louise Hansson (26,47) Sophie Hansson (28,96) Sara Junevik (24,76) Michelle Coleman (23,07) Klara Thormalm Emmy Hällkvist Sofia Åstedt | 1.43,26    | Italien Costanza Cocconcelli (26,87) Benedetta Pilato (28,75) Silvia Di Pietro (25,19) Jasmine Nocentini (23,16) Anita Bottazzo | 1.43,97        | Storbritannien Kathleen Dawson (26,97) Imogen Clark (28,66) Keanna Macinnes (25,69) Anna Hopkin (23,35) Kara Hanlon Laura Stephens Freya Anderson | 1.44,67       |

### Mix
| Gren          | Guld | Guld         | Silver | Silver  | Brons | Brons   |
| 4×50 m frisim | Storbritannien Benjamin Proud (20,39) Lewis Burras (20,69) Anna Hopkin (22,95) Freya Anderson (23,72) Alexander Cohoon Lucy Hope          | 1.27,75 0MR0 | Italien Alessandro Miressi (20,87) Lorenzo Zazzeri (20,48) Jasmine Nocentini (23,39) Silvia di Pietro (23,54) Leonardo Deplano Giovanni Izzo Sara Curtis  | 1.28,28 | Frankrike Maxime Grousset (21,04) Florent Manaudou (20,50) Charlotte Bonnet (23,54) Beryl Gastaldello (23,27) Stanislas Huille Analia Pigrée Pauline Mahieu | 1.28,35 |
| 4×50 m medley | Italien Lorenzo Mora (23,01) Nicolo Martinenghi (24,87) Silvia di Pietro (25,32) Jasmine Nocentini (23,38) Matteo Rivolta Federico Poggio | 1.36,58      | Frankrike Mewen Tomac (22,83) Florent Manaudou (25,70) Beryl Gastaldello (24,92) Charlotte Bonnet (23,69) Stanislas Huille Mary-Ambre Moluh Analia Pigrée | 1.37,14 | Nederländerna Kira Toussaint (26,17) Caspar Corbeau (25,83) Tessa Giele (25,30) Kenzo Simons (20,56) Arno Kamminga Sean Niewold Valerie van Roon            | 1.37,86 |

## Medaljtabell
*   Värdland ( Rumänien)
| Nr                   | Nation                  | Guld | Silver | Brons | Totalt |
| -------------------- | ----------------------- | ---- | ------ | ----- | ------ |
| 1                    | Storbritannien          | 9    | 8      | 6     | 23     |
| 2                    | Italien                 | 7    | 12     | 3     | 22     |
| 3                    | Frankrike               | 7    | 10     | 6     | 23     |
| 4                    | Nederländerna           | 6    | 0      | 5     | 11     |
| 5                    | Sverige                 | 4    | 1      | 2     | 7      |
| 6                    | Schweiz                 | 3    | 1      | 1     | 5      |
| 7                    | Irland                  | 3    | 0      | 1     | 4      |
| 8                    | Tyskland                | 1    | 2      | 0     | 3      |
| 9                    | Estland                 | 1    | 1      | 0     | 2      |
| 10                   | Grekland                | 1    | 0      | 4     | 5      |
| 11                   | Österrike               | 1    | 0      | 1     | 2      |
| 12                   | Ungern                  | 0    | 2      | 3     | 5      |
| 13                   | Danmark                 | 0    | 2      | 1     | 3      |
| 14                   | Litauen                 | 0    | 1      | 2     | 3      |
| 15                   | Tjeckien                | 0    | 1      | 1     | 2      |
| 16                   | Island                  | 0    | 1      | 0     | 1      |
| 17                   | Belgien                 | 0    | 0      | 2     | 2      |
| 17                   | Rumänien*               | 0    | 0      | 2     | 2      |
| 17                   | Ukraina                 | 0    | 0      | 2     | 2      |
| 20                   | Bosnien och Hercegovina | 0    | 0      | 1     | 1      |
| 20                   | Turkiet                 | 0    | 0      | 1     | 1      |
| Totalt (21 nationer) | Totalt (21 nationer)    | 43   | 42     | 44    | 129    |